# ويلهلم ألبرت (مخترع)
ويلهلم ألبرت (بالألمانية: Julius Albert)‏ (و. 1787 – 1846 م) هو مخترع، ومهندس، ومهندس معادن من ألمانيا، ومملكة هانوفر، ولد في هانوفر، توفي عن عمر يناهز 59 عاماً.

## التعليم
تعلم في جامعة غوتينغن، في تخصص دراسة القانون (1803–1806)
.